# Scipion Capece
Pour les articles homonymes, voir Capece.
Pour les autres membres de la famille, voir Famille Capece.
Scipio Capicius, en français Scipion Capece (en italien Scipione Capece), (né à Naples, 1480 - mort v. 1551) était un juriste et poète néolatin du XVIe siècle,

## Biographie

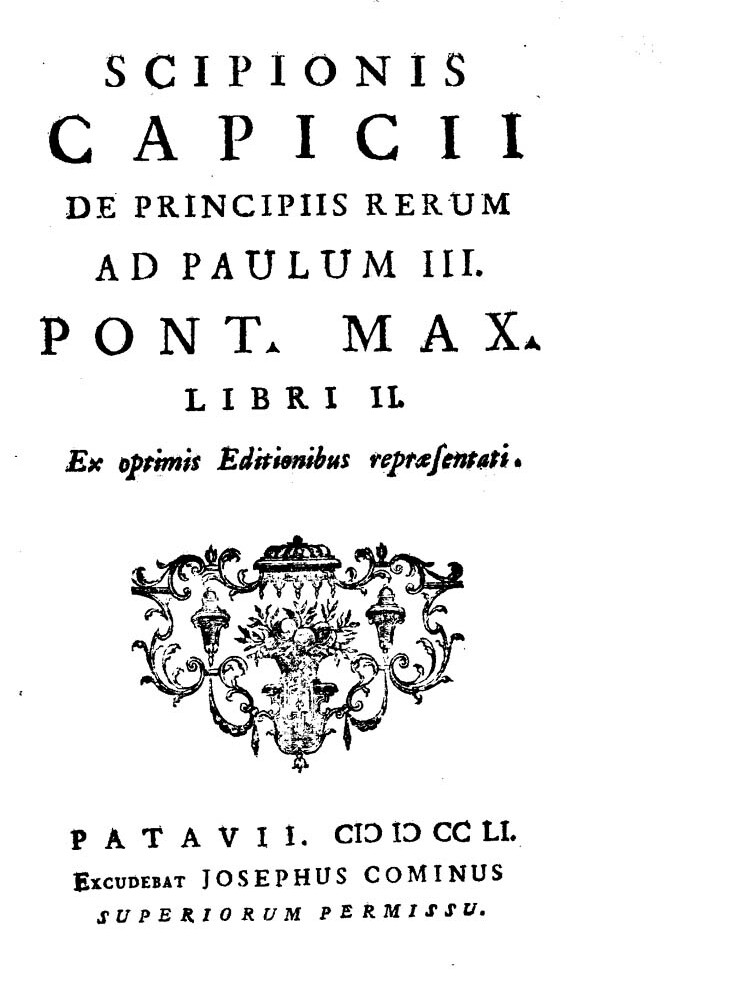
De principiis rerum, 1751

Scipion Capece était fils d'un savant jurisconsulte napolitain, et fut lui-même professeur de droit à Naples. Il livra le premier à l'impression les Commentaires de Tiberio Claudio Donato sur Virgile (Naples, 1535), et le poèmes rassemblés de Pietro Gravina, Epigrammatum liber, Sylvarum liber, Carmen epicum, Poematum libri (Naples, 1532, in-4°).
Il composa, entre autres poésies latines, deux poèmes didactiques, De divo Joanne Baptista, et De principiis rerum. Dans le dernier, il imite Lucrèce, mais en employant une tout autre physique. Ces écrits ont été recueillis à Naples, 1584, et à Venise, 1754.

## Œuvre
- (la) De principiis rerum, Padoue, Giuseppe Comino, 1751 (1re éd. 1546) (lire en ligne)